# Franciszkanki z Orlika
Franciszkanki z Orlika, właśc. Zgromadzenie Sióstr Franciszkanek od Pokuty i Miłości Chrześcijańskiej – żeńskie katolickie zgromadzenie zakonne założone w 1835 roku w Heythuysen w Holandii przez m. Magdalenę Damen.

## Historia
Początki wspólnoty związane są z działalnością Holenderki Katarzyny Damen, która wraz z innymi tercjarkami franciszkańskimi pomagała od 1825 roku proboszczowi parafii w Heythuysen, ks. Piotrowi van der Zandt w katechizacji i pracy z dziećmi i chorymi. W 1834 wspólnota zwróciła się do ordynariusza w Liège Korneliusza van Bommela z prośbą o pozwolenie na wybudowanie domu dla wspólnoty oraz szkoły z internatem. Po uzyskaniu zgody biskupa siostry zakupiły dom w Kreppel pod Heythuysen i przeprowadziły się do niego 10 maja 1835 roku. Od 1852 zgromadzenie posiada aprobatę papieską. Od 5 września 1869 franciszkanki są agregowane do Zakonu Braci Mniejszych. W 1867 roku franciszkanki przybyły do Chojnic (ówczesne Konitz). W 1948 roku powstała prowincja w Orliku.

## Prowincje

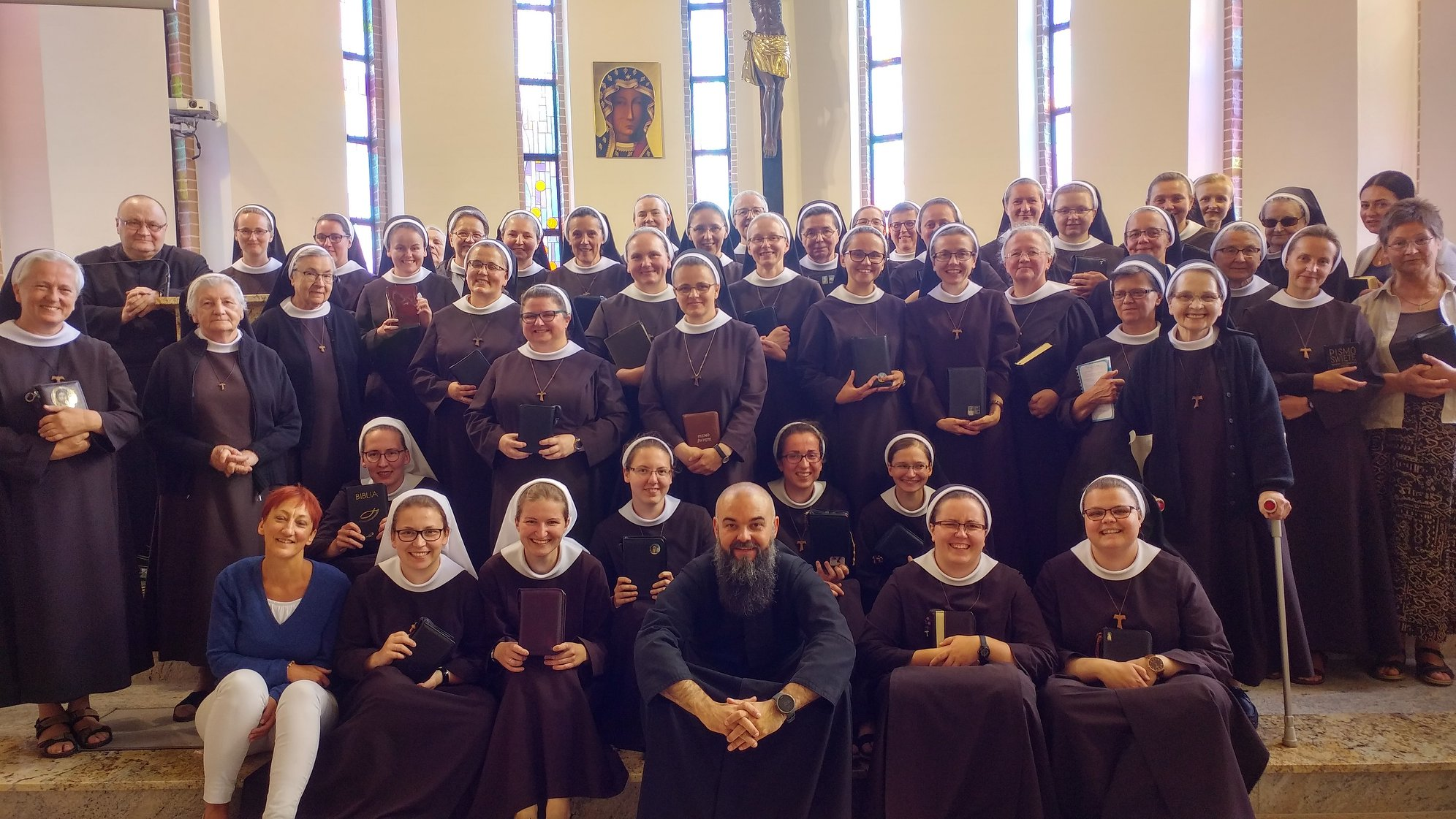

Zgromadzenie, którego zarząd generalny ma swoją siedzibę w Rzymie, posiada prowincje w: Niemczech, Brazylii, Polsce, Indonezji, Stanach Zjednoczonych i Tanzanii.

## Charyzmat
Zgromadzenie o duchowości franciszkańskiej. Franciszkanki zajmują się szkolnictwem, katechizacją, pomocą w duszpasterstwie oraz opieką nad ubogimi i chorymi.
W polskiej prowincji franciszkanek w sposób szczególny pielęgnowana jest pamięć o męczennicy s. Adelgund Tumińskiej OSF, zamordowanej przez żołnierzy Armii Czerwonej 15 lutego 1945 w szpitalu w Chojnicach.